# Locomotiva SAR 25NC
Le locomotive Class 25NC delle South African Railways (SAR) sono state un gruppo di locomotive a vapore costruite tra il 1953 e il 1955.
Il gruppo 25 della SAR costituì la versione senza condensatore del gruppo 25 SAR. Tra il 1973 e il 1980 ottantasette unità del gruppo 25 con condensatore furono trasformate in macchine senza condensatore e inserite nel gruppo 25NC.

## Costruttori
Le locomotive del gruppo 25NC senza condensatore e quelle del gruppo 25 con condensatore furono progettate dalle South African Railways (SAR) in collaborazione con la Henschel & Sohn di Kassel (Germania. Tra il 1953 e il 1955 undici locomotive del gruppo 25NC, numerate da 3401 a 3411, furono costruite dalla North British Locomotive Company (NBL) e trentanove, numerate da 3412 a 3450, dalla Henschel.

## Caratteristiche
Il gruppo 25NC aveva una distribuzione Walschaerts e dei cuscinetti a rulli, anche per i carrelli (a tre sale) del tender, per le bielle motrici e accoppiate di accoppiamento e per le teste a croce, mentre i carrelli anteriore e posteriore della macchina ebbero boccole di tipo Cannon. I cilindri e le loro incastellature furono fusi in un solo pezzo, mentre i cilindri e i cassetti della distribuzione furono eseguiti in acciaio e dotati di rivestimenti in ghisa. L'intelaiatura del tender fu anch'essa fusa in un unico pezzo d'acciaio. Il rodiggio montato su cuscinetti a rulli consentì di ridurre la forza necessaria per il moto della macchina.
Le teste a croce, del tipo Alligator, erano divise sulla linea centrale verticale e posizionate circa alla fine delle bielle e avevano tre cerchi di profilo conico impegnati in scanalature inserite nelle teste a croce. Le bielle accoppiate differivano dal solito nella disposizione di tre bielle indipendenti, che così eliminò quattro snodi e perni.
Novanta locomotive del gruppo 25 con condensatore furono costruite come parte dello stesso ordine, una dalla Henschel e il resto dalla NBL. La parte dell'apparato condensatore montata sulla macchina e il tender con condensatore furono progettati e brevettati dalla Henschel.

## Difficoltà iniziali
Subito dopo essere stato l'immissione in servizio, tuttavia, si ebbero problemi a causa della debolezza delle bielle di accoppiamento: si guastavano i cuscinetti di biella e si generavano delle crepe nella trave in movimento della testa a croce Alligator. Dopo alcune ricerche compiute dai tecnici delle SAR, con l'assistenza del Consiglio sudafricano per la ricerca scientifica e industriale (CSIR), le teste a croce, le barre delle loro slitte e le bielle accoppiate vennero modificate: le teste a croce furono modificate nel tipo con cuscinetti multipli con singole staffe di guida, mentre le tre bielle accoppiate indipendenti furono sostituite con le più tradizionali bielle accoppiate uniche con snodi.

## Esercizio

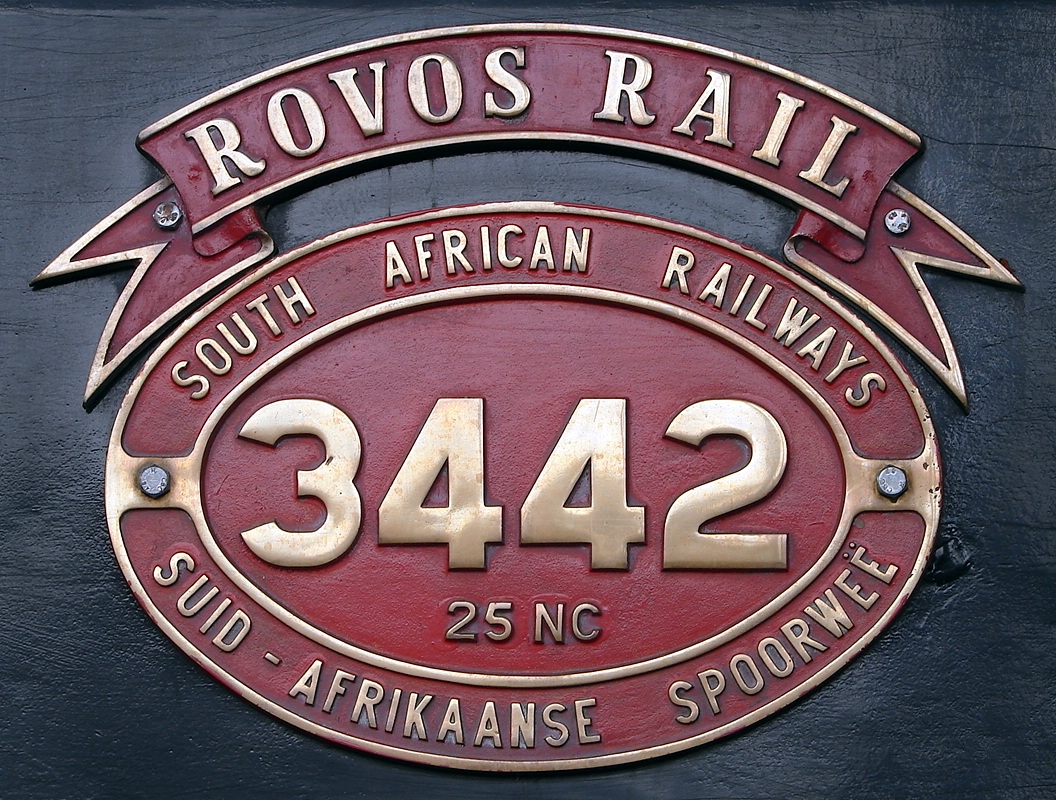
Targa della locomotiva 3442 (costruzione Henschel, numero 28761)

Inizialmente il gruppo 25NC prestò servizio sulla linee principali non elettrificate irradiantesi da De Aar via Kimberley per Klerksdorp. Fino a che l'elettrificazione da Welverdiend non fu estesa a Klerksdorp, esse lavorarono fino a Welverdiend. Nei primi anni esse inoltre lavorarono da Kimberley ad Harrismith via Bloemfontein, nel Free State, insieme alle macchine del gruppo 25 con condensatore sulla linea da De Aar a Touws River.
Quando, tra il 1973 e il 1974, la linea a sud di De Aar fu dieselizzata, il gruppo 25 con condensatore che vi prestava servizio fu spostato nella sezione a nord da De Aar a Kimberley, dove esse rimpiazzarono ventidue 25NC che vennero trasferite a Bethlehem nel Free State. Dal 1982 le 25NC, inoltre, rimpiazzarono le macchine dei gruppi 19D e GMAM Garratt sulla linea da Warrenton a Mafikeng via Vryburg].

## Le trasformazioni in locomotive del gruppo 25

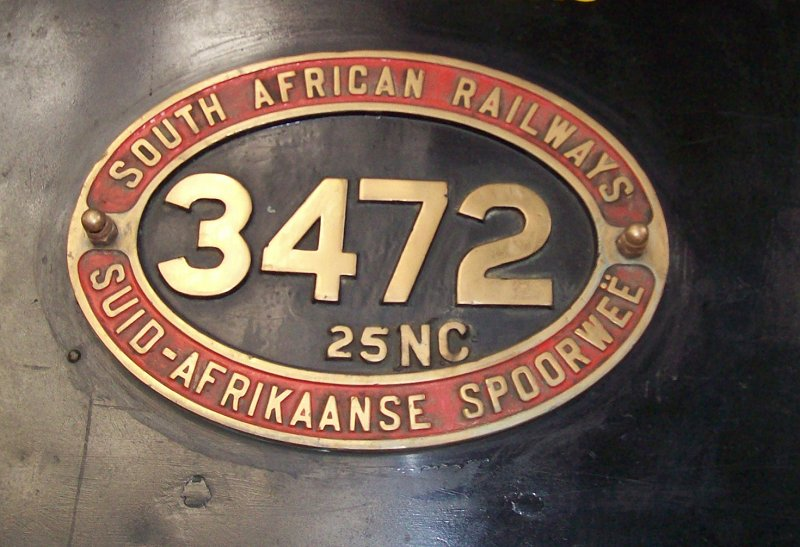
Targa della locomotiva 3472

Tra il 1973 e il 1980 ottantasette locomotive del gruppo 25 con condensatore furono trasformate il locomotive prive di condensatore e riclassificate nel gruppo 25NC, con le eccezioni delle macchine numero 3451, 3511 e 3540. Le targe di'dentificazione delle macchine trasformate vennero rifuse aggiungendo alle matricole d'origine l'acronimo "NC" ("Non Condensing") vicino al "25", con un effetto palesemente antiestetico. Le locomotive con targhe dai caratteri allineati e centrati erano agevolmente identificabili come appartenenti al gruppo 25NC originale.
Durante il processo i loro tender del tipo CZ con condensatore furono anch'essi ricostruiti come tender ordinari rimuovendo i radiatori e i ventilatori del condensatore e rimpiazzandoli con un capace serbatoio per l'acqua.
Poiché i tender del tipo CZ erano stati costruiti con un'intelaiatura di acciaio fusa in un solo pezzo, essendo impossibile accorciarla i tender tipo CZ furono ricostruiti con lunghi serbatoi dell'acqua. Le locomotive ricostruite con questi tender furono presto soprannominate "Worshond" (bassotto)].

## LaRed Devil
Tra il 1979 e il 1981 la locomotiva numero 3450, l'ultima unità costruita del gruppo 25NC, fu ricostruita nell'officina delle SAR di Salt River a Città del Capo, costituendo così l'unica unità del nuovo  gruppo 26, soprannominata Red Devil. Obiettivi del progetto, sviluppato dall'ingegner David Wardale delle SAR, erano il miglioramento della combustione, l'incremento della produzione di vapore, la riduzione dell'emissione di fumo contenente carbone non bruciato e il superamento del problema della formazione di scorie nel forno (clinkering)
Ciò fu ottenuto mediante l'uso di un produttore di gas monostadio, il GPCS, che si basa sulla gassificazione del carbone a una temperatura bassa su uno strato uniforme di fuoco, in modo che i gas vengono poi bruciati completamente sopra il fuoco. Questa e altre importanti modifiche giustificarono la riclassificazione e la locomotiva divenne l'unica macchina del nuovo gruppo 26, mantenendo peraltro la matricola 3450 del gruppo 25NC originario

## Galleria d'immagini
L'immagine nella tabella dei dati mostra la locomotiva 3410 Paula (costruita dalla NBL) a Sannaspos nel Free State il 4 luglio 1999.
|  |  |  |

|  |  |  |

### Fonti a stampa
- Richard Roosen, Class "25" condensing locomotives on the South African Railways. Design and operating experiences. Paper Nº 607, in Journal of the Institution Locomotive Engineers, vol. 50, n. 274, 1961,  pp. 243–282.

### Storiografia e complementi
- (EN) D. F. Holland, Steam Locomotives of the South African Railways, volume 2: 1910-1955, Newton Abbott, David & Charles, 1972, ISBN 0-71535-427-2., pp. 108–111.
- Luciano Greggio, Le locomotive a vapore. Modelli di tutto il Mondo dalle origini ad oggi con dati tecnici, Milano, Mondadori, 1977, ISBN., pp. 220, 252-253.
- (EN) Leith Paxton, David Bourne, Locomotives of the South African Railways, Città del Capo, Struik, 1985, ISBN 0869772112., pp. 78–79
- Diavolo blu, in I treni oggi, vol. 8, n. 67, 1987,  pp. 29-31.
- (EN) A. E. Durrant, Twilight of South African Steam, Newton Abbott, David & Charles, 1989, ISBN 0-71538-638-7.
- (DE) Siegfried Kademann, Wolfgang Messerschmidt, Henschel Lokomotiven von 1848 bis zum Intercity, Solingen, Bechtermünz Verlag, 1995, ISBN 3-86047-121-X. pp. 131, 135
- Francesco Pozzato, I giganti a scartamento ridotto. Le locomotive Gruppo 25 e 25NC delle SAR-SAS, in Tutto treno, vol. 12, n. 119, 1999,  pp. 15-19.
- (EN) John N. Middleton, Railways of Southern Africa Locomotive Guide - 2002 (as amended by Combined Amendment List 4, January 2009), Herts, Beyer-Garratt Publications, 2002, ISBN. (2ª edizione, dicembre 2002).